# Michał Słoma
Michał Słoma, né le 31 janvier 1982 à Prostki, est un rameur polonais.

## Palmarès

### Jeux olympiques
- Qualifié en skiff à Londres (2012)

### Championnats d'Europe d'aviron
- médaille de bronze en quatre de couple en 2009 à Brest, (Biélorussie)